# Pivoine de Wittmann
Paeonia wittmanniana
Espèce
Paeonia wittmanniana, en langue vernaculaire Pivoine de Wittmann, est une plante vivace de la famille des Paeoniaceae. Cette pivoine se rencontre sur les pentes caucasiennes du littoral de l'est de la mer Noire, de la Transcaucasie au sud de la Russie, jusqu'au nord de la Turquie (Kurdistan), en Arménie et une frange nord de l'Iran.
Cette pivoine appartient au genre Paeonia, au sous-genre Paeonia et à la section Flavonia.

## Description
La racine, brune, est épaisse et fusiforme. La tige mesure 1,50 mètre de hauteur et plus.
Les feuilles sont très grandes, relativement minces et membraneuses. Elles sont biternées et trois à cinq par tige. Ovales au début, elles se terminent en pointe, les bords légèrement ondulés et le côté intérieur de couleur vert grisâtre et velu, tandis que le côté supérieur est glabre et d'un vert franc.
Les fleurs sont grandes, jusqu'à une quinzaine de centimètres, jaunes ou bien jaunes légèrement blanchâtres. Les sépales sont ovales et les tépales obovaux. Les étamines sont rouges et font de 0,8 cm à 1,5 cm, les anthères sont jaunes ou orangé. Les fruits sont glabres et les graines d'un noir bleuté.
Elle ressemble en plus grand à la pivoine du Caucase (Paeonia mlokosewitschii). Elle fleurit de mi avril à début juin suivant l'altitude et l'exposition.

## Sous-espèces
- Paeonia wittmanniana subsp. macrophylla (Albov) Halda
  - [syn. Paeonia corallina macrophylla Albov]
  - [syn. Paeonia macrophylla (Albov) Lomakin]
  - [syn. Paeonia steveniana Kem.-Nath.]
- Paeonia wittmanniana subsp. wittmanniana
  - [syn. Paeonia abchasica Miscz. ex Grossh.]

## Synonymes
- Paeonia tomentosa (Lomakin) N.Busch ex Grossh.
- Paeonia wittmanniana var. tomentosa Lomakin
- Paeonia daurica Andrews subsp. wittmanniana (Hartwiss ex Lindl.) D.Y.Hong[3]

## Habitat
La pivoine de Wittmann se rencontre entre 800 et 3000 mètres sur des pentes forestières montagneuses, dans des clairières de montagnes, parmi les buissons et aussi dans la zone subalpine.
C'est une espèce rare et protégée à l'état naturel en Russie caucasienne, où elle figure au Livre rouge de Russie.

## Horticulture
Cette espèce est cultivée pour les jardins d'ornement depuis la fin du XIXe siècle. De nombreux jardins botaniques en possèdent des exemplaires et elle est commercialisée chez les spécialistes. Elle supporte bien les températures négatives en hiver, mais elle nécessite absolument du soleil au jardin.